# 分裂組織

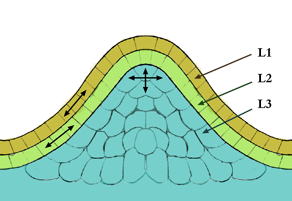
頂端分裂組織シュート頂分裂組織の外衣内体図。表皮(L1) と 表皮下(L2) 層は 外衣(tunica)と呼ばれ、 内側のL3層は内体（corpus）と呼ばれている。L1とL2層は垂層分裂を繰り返し層を維持するのに対して、L3層はランダムに分裂を繰り返し、分裂し押し出された細胞は時間経過で分化する。

分裂組織（ぶんれつそしき）またはメリステム（Meristem）とは、植物で、未分化な細胞からなり、細胞分裂を活発に行っている組織のことである。
中心に分裂の指示を出す静止中心という細胞を持ち、その周囲に指示を受けて分裂する幹細胞が取り囲んでいる。分裂した細胞は、静止中心から指示が出れば分裂するが、静止中心から離れて指示が受けとれない状態になると、分裂をせず植物を構成する細胞に分化する。
茎・根などに存在し、植物を生長させる働きを持つ縦方向の成長と分化に関係する頂端分裂組織(成長点とも呼ばれる)と、横方向の成長（茎が太くなるなど）に関係する形成層などの後生分裂組織の2種類に分けられる。茎側にある頂端分裂組織は茎頂分裂組織（shoot apical meristem 略：SAM) 、根側にあるものは根端分裂組織(root apical meristem 略：RAM)と呼ばれる。
このほかに植物体が傷ついた場合などに形成され、人工的に誘導することもできるカルスも類似した未分化細胞の塊であるが、不定形で組織の形をとらない。
分化した植物細胞は一般には分裂・再分化を行わない（カルス形成を除く）ので、新しい組織・器官を形成するには分裂組織が必要である。分裂組織細胞は機能的には動物の幹細胞に相当するが、動物の幹細胞は独立の組織を形成しないという点で異なる。
細胞は一般に小さく、原形質に満たされている（分化した細胞では液胞が大部分を占める）。プラスチドも分化していない。また細胞間隙もなく詰まっており、細胞壁も薄い。

## Meristemの語源
1858年、植物学者カール・ネーゲリの著書：Beiträge zur Wissenschaftlichen Botanikで初めて使用された。 ギリシャ語で「分裂する」を意味するmerizein (μερίζειν)から来た言葉である。